# A Bell Is a Cup…Until It Is Struck
A Bell Is a Cup...Until It Is Struck — п'ятий студійний альбом британського пост-панк-гурту, Wire, випущений в травні 1988, року, на леблі Mute Records, Enigma, альбом у якому є продовження гурту у стилі ескспериментального року.

## Список композицій
- Silk Skin Paws—4:53
- The Finest Dros—5:01
- The Queen Of Ur and the King Of Um—4:03
- Free Falling Divisions—3:39
- It's a Boy—4:26
- Boiling Boy—6:22
- Kidney Bingos—4:12
- Come Back in Two Halves—2:43
- Follow the Locust—4:22
- A Public Place—4:30